# Oulton Broad
Der Oulton Broad ist der östlichste See und die südlichste freie Wasserfläche der Norfolk und Suffolk Broads und liegt bei der Stadt Lowestoft in der englischen Grafschaft Suffolk. Der See gibt auch einem am Ufer gelegenen Vorort von Lowestoft seinen Namen.

## Lage und Beschreibung
Der Oulton Broad ist eine Wasser- und Sumpflandschaft, die Teil des als Norfolk Broads bekannten Systems von Flüssen und künstlichen Gewässern ist. Der See geht auf mittelalterliche Torfabbau zurück. Im Osten ist er durch die Mutford Schleuse mit dem See Lake Lothing verbunden, der in den Hafen von Lowestoft übergeht und zur Nordsee führt. Im Westen ist er über Oulton Dyke mit dem Fluss Waveney verbunden.
Der See ist ein viel besuchtes Zentrum für Tourismus und Wassersport. Unter anderem finden hier Motorbootrennen statt. Neben einer Marina für Sportboote und weiteren Liegeplätzen findet sich eine Ansammlung von zu mietenden Ferienhäusern. Der Nicholas Everitt Park liegt auf einer Halbinsel am Ostufer; in ihm befindet sich das Museum von Lowestoft. Das Nordufer des Sees ist mit direkt am See stehenden Einzelhäusern eines der teuersten Wohngebiete von Lowestoft.
Während die Ost- und Nordufer des Sees bebaut sind, sind der Westen und Südwesten in weitestgehend natürlichem Zustand geblieben. Ein Fußweg führt vom Nicholas Everitt Park aus in das Naturschutzgebiet der  White Cast Marshes.

## Der Ort Oulton Broad
Der Ort wurde im Jahr 1904 eine Civil Parish, nachdem er zuvor zwischen Oulton im Norden und Carlton Colville im Süden aufgeteilt gewesen war. Im Jahr 1919 verlor die Gemeinde ihren Status und wurde nach Lowestoft eingemeindet. Nach der Erweiterung von Lowestoft in den späten 1950er Jahren wurden sowohl Oulton Broad als auch die benachbarten Gemeinden mit der Stadt zusammengelegt.
Der Ort Oulton Broad erstreckt sich auf beiden Seiten des Lake Lothing und des Sees Oulton Broad. Er hat nach dem Zensus von 2011 gut 10.000 Einwohner. Es bestehen zwei Bahnhöfe: Oulton Broad North an der Strecke Lowestoft–Norwich und Oulton Broad South an der Strecke Lowestoft–Ipswich.